# Арнуванда I
Арнуванда I (бл. 1420 до н. е.— бл. 1370 до н. е.) — великий цар (руба'ум рабі'ум) Новохеттського царства близько 1380—1370 до н. е. Основні джерела — «Аннали Арнуванди I» і «Молитви Арнуванда і Ашму-нікал».

## Життєпис
Про батьків нічого невідомо. Був одружений з Ашму-нікал, донькою царя Тудхалія II. Завдяки цьому після смерті останнього близько 1380 року до н. е. успадкував трон.
Намагався продовжити агресивнузовнішню політику. Стикнувся за панування в північній Сирії з Мітанні, від якої зазнавпоразок. Втратив вплив на держави Ямхад і Мукіш в Сирії. Протезрештою зумів зберегти зверність над царством Кіззуватна. Залежним залишилася область Алашія (Кіпр).
На заході Арнуванда I воював з державами Лукка і Арцава. З царем останньої на ім'я Купанта-Інарас уклав договір про мир. Втім невдовзі надав допомогу Маддуватті, колишнему цареві Арцави проти Купанта-Інараса та його союзника Аттарсії, царя Аххіяви. Зрештою хетти поставили царем в Арцаві Маддуватту. Але той невдовзі повстав, підступно вбив хеттського військовика Кіснапілі.після цього Маддуватті захопив міста Далава і Хіндува, області Хапаллу, Пітассу та Ціпаслу. Арнуванда I не здійснював військові походи проти повсталого васала, а лише відправляв до нього посланців. Можливо це було пов'язано з боротьбою з каска або Мітанні, тому хетти не мали достатніх військ для відновлення влади в Арцаві.
На півночі і північному сході великої шкоди хеттам наносили набіги племенного союзу каска, з якими Арнуванда I вів важку і, схоже, не завжди вдалу війну. Центром боротьби сталис вященне місто Нерік і Каммама. Цій війні присвячени «Молитви Арнуванда і Ашму-нікал», де цар і цариця звертаються до богів з проханням допомогти проти каска. Дипломатія проти них не діяла, оскільки каска немали верховного вождя. Зрештою Арнуванда I переніс культовий центрз Неріку до Накмішу.
У внітрішній політиці відбувся остаточний перехід до утворення провінцій, на чолі яких стояли «губернатори». Практика збереження васальних або напівавтономних утворень була скасована. Центрами провінцій були фортеці, де розташовувалися вояки. Очільники провінцій підкорялися безпосередньо цареві.
Наприкінці правління стикнувся з повстаннями залежних царів Ішува і Паххува. Достеменно невідомо чи вдалося за життя Арнуванди I відновити над ними владу. Йому спадкував Хаттусілі II.

## Родина
- Тудхалія III
- Ашмі-Шаррума